# Wonder Man
Wonder Man, il cui vero nome è Simon Williams, è un personaggio dei fumetti creato da Stan Lee (testi), Don Heck (disegni) e Jack Kirby (schizzi), pubblicato dalla Marvel Comics. La sua prima apparizione avviene in Avengers (vol. 1) n. 9 (ottobre 1964).
Trasformato in un essere di pura energia ionica dal Barone Zemo affinché aiutasse i Signori del male a combattere i Vendicatori, Wonder Man finisce invece per simpatizzare con gli eroi unendosi a loro e divenendo, da allora, un pilastro della squadra nonostante le sue molte insicurezze e le continue battaglie con la propria mortalità.

## Storia editoriale
Esordito su Avengers n. 9, datato ottobre 1964, il personaggio apparentemente muore alla sua prima apparizione ma viene per anni resuscitato come una sorta di morto vivente in diverse storie successive prima di ritornare definitivamente in vita sulle pagine di Avengers n. 160 (giugno 1977), in merito a tale decisione l'allora redattore capo della Marvel Stan Lee ha dichiarato: «Sapete, anni fa abbiamo realizzato Wonder Man, e [la DC Comics] ci ha fatto causa perché avevano Wonder Woman, e... ho detto ok, interromperò Wonder Man. E tutto ad un tratto loro avevano Power Girl [dopo che la Marvel aveva introdotto Power Man]. Oh ragazzi. Quant'è sleale».
Wonder Man diviene in seguito uno dei personaggi principali della miniserie West Coast Avengers (settembre-dicembre 1984) e della seguente testata regolare omonima di 102 numeri (ottobre 1985-gennaio 1994) comparendo nel frattempo in una graphic novel incentrata interamente su di lui nel 1986 ed in una testata autonoma di 29 numeri (settembre 1991-febbraio 1994). Dopo aver fatto da comprimario nella poco longeva serie Force Works (luglio 1994–aprile 1996) Wonder Man torna tra i Vendicatori a partire dal quarto numero del terzo volume di Avengers (maggio 1998) rimanendovi fino alla chiusura della testata col numero 503 (dicembre 2004) e comparendo nel frattempo nei tre numeri della miniserie Avengers Two: Wonder Man and the Beast (maggio-luglio 2000).
Il personaggio si unisce successivamente alla nuova incarnazione dei Vendicatori nella serie The Mighty Avengers (maggio 2007-aprile 2010) ed appare poi sporadicamente nel quarto volume di Avengers (luglio 2010-gennaio 2013).
Nel 2013 Wonder Man diviene uno dei protagonisti di Uncanny Avengers di Rick Remender e, apparentemente, muore nel corso del secondo volume della serie (marzo 2015), scomparendo in seguito dalla circolazione.

## Biografia del personaggio

### Origini
Nato a Paterson, New Jersey, dai magnati dell'industria bellica Sanford e Martha Williams, Simon cresce in una famiglia disfunzionale segnata da una madre disturbata che riversa tutto il suo affetto su di lui poiché considera il primogenito, Eric, la "pecora nera" della famiglia in quanto "nato cattivo", nonché da un padre rigido ma troppo pigro per inculcare la disciplina al figlio maggiore; crescendo Simon, sentendosi in parte responsabile per le azioni di Eric, tenta invano di stargli vicino ma non riesce ad impedire che questi si unisca al Maggia divenendo un criminale. Una volta adulto Simon eredita la società di famiglia scoprendola sull'orlo del fallimento poiché incapace di competere con le Stark Industries e, nel disperato tentativo di salvarla, si rivolge ad Eric ottenendo una grossa somma di denaro rubato da investire; il piano del giovane imprenditore viene tuttavia scoperto dalla polizia federale portando alla sua incarcerazione.
L'odio nutrito da Simon nei confronti di Tony Stark, che incolpa delle sue sciagure, lo porta a stringere un accordo con il Barone Heinrich Zemo, che lo fa uscire di prigione grazie all'Incantatrice e gli conferisce dei superpoteri trasformandolo in un essere di pura energia ionica tramite un esperimento ribattezzandolo "Wonder Man" ed ordinandogli di infiltrarsi nei Vendicatori e tradirli a tempo debito permettendo così ai Signori del male di eliminare il gruppo di eroi. Per assicurarsi la sua totale obbedienza, Zemo comunica inoltre a Simon che la sua mutazione lo avrebbe ucciso a meno che non avesse assunto un antidoto che gli avrebbe fornito solo a missione conclusa ma, nonostante ciò, all'ultimo momento, Wonder Man decide di salvare i Vendicatori (apparentemente a costo della vita) poiché rimasto colpito dalla generosità e dall'altruismo mostratogli dagli eroi nel periodo passato assieme a loro.
Nella speranza che un giorno Wonder Man possa tornare in vita, Henry Pym decide dunque di conservarne i tracciati cerebrali nel suo laboratorio .

### Animazione sospesa
In realtà anziché morire, Wonder Man cade in una sorta di stato d'animazione sospesa, simile alla morte.
Nel frattempo Eric, ritenendo i Vendicatori responsabili della presunta morte del fratello, assume l'identità di "Sinistro Mietitore" e li affronta in numerose occasioni con l'intento di distruggerli. Inoltre, durante gli anni di coma, Ultron, il perfido robot creato da Pym, ruba i tracciati cerebrali di Wonder Man e li utilizza per creare l'androide sintezoide Visione.
Negli anni Simon viene rianimato in tre differenti occasioni, sempre per affrontare i Vendicatori: la prima da Kang il Conquistatore che lo arruola nella Legione dei non-vivi, la seconda volta dall'Artiglio Nero e dal Sinistro Mietitore, infine, ormai sveglio ma ancora molto debole, viene ipnotizzato dal Laser Vivente riuscendo infine a riprendersi e tornando a combattere al fianco dei Vendicatori contro Attuma, il Dottor Destino, Graviton e suo fratello, il Sinistro Mietitore.

### I Vendicatori
Divenuto ufficialmente membro dei Vendicatori, Wonder Man instaura una profonda amicizia col mutante Bestia. Per molti mesi, dopo la sua resurrezione, soffre inoltre di claustrofobia e paura della morte, che tuttavia supera nel corso della battaglia finale contro l'alieno chiamato Korvac. Sviluppato un forte interesse verso la recitazione, Simon decide di intraprendere la carriera di attore iniziando a fare da comparsa e stuntman in varie produzioni di Hollywood per poi affermarsi sempre maggiormente anche grazie ai contatti dell'amico Ercole.
Successivamente si unisce alla nuova filiale californiana del gruppo, i Vendicatori della Costa Ovest, fondata da Visione divenendo un elemento fondamentale in quanto membro più potente assieme ad Iron Man. L'appartenenza al gruppo giova molto anche alla sua professione, e Simon diviene un attore estremamente ricercato inoltre, con una parte dei suoi milionari guadagni, instituisce la "Second Chance", un'associazione benefica volta ad aiutare le persone cadute in disgrazia.
Durante la militanza tra i Vendicatori della Costa Ovest, Simon accetta la Visione in qualità di "fratello" ma, nonostante ciò, nel momento in cui questi viene distrutto e in seguito ricostruito da Pym, egli si rifiuta di autorizzare nuovamente l'utilizzo dei suoi tracciati cerebrali spiegando che tale procedura (eseguita in precedenza senza il suo consenso) equivalga a "strappargli l'anima" sebbene in realtà il vero motivo fosse l'amore provato segretamente per la moglie dell'androide, Wanda Maximoff (Scarlet), e la convinzione che essa amasse Visione in virtù di quella parte di personalità sviluppata dalla sua mente e, pertanto, che amasse una versione distorta di lui.
Dopo lo scioglimento del gruppo Simon entra a far parte di Force Works ma, durante la prima missione del gruppo, viene disintegrato da un'astronave Kree e, diversi mesi dopo, accidentalmente resuscitato dai poteri di Scarlet in una forma composta unicamente da ioni che, inizialmente, solo lei è in grado di "evocare" come una sorta di "genio della lampada" che compare nei momenti di crisi ma, tempo dopo, grazie all'amore che prova per lui, Wanda riesce a ripristinarlo definitivamente; i due iniziano una breve relazione sentimentale cui pone fine lo stesso Wonder Man dopo essersi reso conto dei sentimenti che la donna continua a provare per Visione.
Dopo la tragica distruzione dei Vendicatori a causa della progressiva perdita di controllo di Wanda sui suoi stessi poteri, Simon prende parte alla cena finale organizzata tra le macerie della loro vecchia base, per rendere omaggio agli eroi caduti assieme ai cittadini di New York.

### Civil War
Durante la guerra civile dei superumani, Wonder Man viene ricattato dallo S.H.I.E.L.D. con l'accusa di appropriazione indebita nei fondi del suo ente benefico, e costretto a lavorare per il fronte pro-registrazione partecipando a programmi televisivi come testimonial e divulgatore del significato della registrazione; contemporaneamente diviene membro dei Potenti Vendicatori ed inizia una relazione segreta con la leader del gruppo, Carol Danvers.

### Dark Reign
Al termine dell'invasione segreta degli Skrull, Norman Osborn sostituisce Stark e smantella lo S.H.I.E.L.D. soppiantandolo con l'H.A.M.M.E.R.; sfiduciato dall'avvento di tale regno oscuro, Simon dichiara ad un telegiornale nazionale il suo intento di ritirarsi dal ruolo di supereroe poiché disgustato dal fatto che un criminale abbia ottenuto il potere che in passato è stato dato a gente come Nick Fury e Tony Stark; accantonate le divergenze col fratello, Wonder Man forma assieme a lui una nuova Legione Mortale con cui dichiara guerra all'H.A.M.M.E.R. venendo però sconfitto e incarcerato nel Raft.
Poco tempo dopo Wonder Man, inspiegabilmente libero, aiuta gli ex-compagni di squadra Ronin, Mimo, Tigra e War Machine ad affrontare la nuova versione del robot Ultimo

### Rivendicatori
Segnato dagli eventi degli anni passati, anche dopo la fine del potere di Osborn, Wonder Man comincia a considerare molti dei problemi del Pianeta una responsabilità dei Vendicatori (come la creazione di Ultron o i danni provocati da Scarlet e Hulk), motivo per il quale forma i Rivendicatori, team composto da Golia (Tom Foster), D-Man, Anti-Venom, Devil-Slayer, Capitan Ultra, Atlas, Ethan Edwards, Century ed egli stesso, con cui tenta di costringere gli eroi più potenti della Terra a sciogliersi venendo però sconfitto e catturato. Nel momento in cui Bestia va a fargli visita in carcere inoltre, Simon scompare dalla bolla di contenimento che avrebbe dovuto tenerlo imprigionato, lascia il dubbio che in realtà non fosse reale, ma esistesse solo grazie alla magia di Scarlet, come asserito da lui stesso.
Tempo dopo Wonder Man appare a Capitan America dichiarandosi pentito delle sue azioni e intenzionato ad ottenere nuovamente la fiducia della squadra, obbiettivo in cui riesce dopo aver soccorso Wasp dal Microverso assieme ai Vendicatori originali.

### Squadra Unione dei Vendicatori
Wonder Man entra successivamente nella Squadra Unione dei Vendicatori di Havok e Capitan America, sebbene dichiari espressamente di non avere intenzione di prendere parte ai combattimenti ma solo di fornire al gruppo le sue abilità di PR, durante tale periodo lui e Scarlet si riavvicinano sentimentalmente ma, in seguito, durante uno scontro con Kang il Conquistatore, Rogue assorbe la coscienza ed i poteri di Simon dentro di sé e sebbene, in seguito, la sua essenza le venga rimossa, non è chiaro cosa ne sia stato di lui.

## Poteri e abilità
Grazie al trattamento ionizzante del Barone Zemo, Wonder Man è divenuto uno degli esseri fisicamente più potenti dell'Universo Marvel, dotato di forza, agilità e riflessi al pari di Thor o di Sentry, nonché di una resistenza tale da risultare pressoché invulnerabile a qualsiasi cosa. Inizialmente capace di sollevarsi da terra grazie ad un jet pack in miniatura installato nella sua cintura, dopo essere tornato in vita Wonder Man è divenuto capace a tutti gli effetti di volare essendo composto di pura energia ionica, inoltre Wonder Man non necessita di dormire, respirare o mangiare per sopravvivere ed è virtualmente immortale. Dopo essere stato distrutto da un'astronave Kree e ricostituito da Scarlet, Wonder Man acquisisce, dopo un certo periodo, l'abilità di trasformarsi a suo piacimento in un essere completamente ionico simile a una sorta di jinn viola, amplificando così ulteriormente le sue capacità; non è però del tutto chiaro se sia davvero divenuto del tutto indipendente dai poteri di Scarlet.
Oltre alle sue capacità sovrumane, Simon ha un diploma in ingegneria elettronica, è un esperto combattente nel corpo a corpo, istruito personalmente da Capitan America, un rinomato attore ed un eccellente stuntman.

## Altre versioni

### Exiles
Sulla testata Exiles ha fatto la sua apparizione una versione alternativa di Wonder Man proveniente da Terra-42777, dove Iron Man è riuscito a debellare la minaccia di Hulk facendo esplodere una seconda Bomba Gamma in sua prossimità, la detonazione dell'ordigno ha tuttavia tramutato il giovane Simon Williams.

### Guardiani della Galassia
Nella linea temporale dei Guardiani della Galassia, una versione di Williams chiamata Hollywood e coi capelli brizzolati si unisce dapprima ai Guardiani e in seguito ad una sottosezione del gruppo ed alla loro formazione dell'anno 3009.

### House of M
Nella realtà alternativa di House of M, Simon William è una nota star di Hollywood che, secondo le riviste scandalistiche ha una relazione con l'avventuriera Carol Danvers ed è il presunto padre biologico di Tyler Magnus, il minore dei figli di Wanda Magnus nonché più giovane erede della casata di M.

### Marvel Zombi
Nella realtà di Marvel Zombi, Wonder Man è inizialmente visto tra gli zombie che riescono a penetrare nel castello del Dottor Destino sebbene in seguito sia inspiegabilmente mostrato a bordo di un Helicarrier dello S.H.I.E.L.D. assieme agli eroi sopravvissuti all'infezione.

### MC2
Nel futuro alternativo di MC2, Wonder Man non è mai stato riportato in vita e, al contrario, i Vendicatori hanno realizzato delle sue copie robotiche.

### Terra-818
Su Terra-818, Simon Williams acquisisce poteri analoghi a quelli della controparte di Terra-616 ed era la star del cinema più celebre al mondo. Ma su questa terra, governata dal Teschio Nero, gli attori vengono contaminati contro la propria volontà per affrontarsi all'ultimo sangue. Riuscì a liberarsi da questa schiavitù filmica e mentale e diventare un fuggitivo: il Sanguinoso Wonder Man.

### Ultimate
Nell'universo Ultimate Wonder Man, assieme a Tigra, Quake e Visione è un membro degli Ultimates della Costa Ovest (prototipo degli Ultimates ufficiali). Nella suddetta versione è un ex-bodybuilder che ha consentito allo S.H.I.E.L.D. di svolgere esperimenti su di lui ottenendo una forza pari a quella di Hulk ma sviluppando, come effetto collaterale, una grave instabilità mentale.

### Wonder Man: My Fair Super Hero
Nel futuro ipotetico della miniserie Wonder Man: My Fair Super Hero, Simon si dedica a riabilitare la neo-apparsa supercriminale Ladykiller.

## Altri media

### Televisione
- Wonder Man è uno dei personaggi principali della serie animata del 1999 I Vendicatori.
- Il personaggio compare come antagonista in Avengers - I più potenti eroi della Terra dove, a differenze dalla controparte cartacea, viene creato da MODOK e l'A.I.M., inoltre il suo corpo è costituito puramente di ioni.
- Nel settimo episodio della prima stagione di Marvel's M.O.D.O.K., Wonder Man appare come amante di Jodie, la quasi ex-moglie di M.O.D.O.K.: egli infatti si presenta a quest'ultimo come "modello, quasi Avengers e amante della moglie".
- Nel dicembre 2021 la Marvel rivelò che Destin Daniel Cretton avrebbe girato una serie televisiva per Disney+ facente parte del Marvel Cinematic Universe. Nel giugno 2022 venne annunciato che la serie avrà come protagonista Wonder Man[60]. Verso l’autunno del 2022, Deadline rivela che ad interpretare Wonder Man nell’omonima serie sarà l’attore statunitense Yahya Abdul-Mateen II[61].

### Videogiochi
- Wonder Man è un personaggio di supporto nel videogioco Captain America and The Avengers.
- In Marvel: La Grande Alleanza 2 Wonder Man è un boss di fine livello.
- Il personaggio ha un cameo in Ultimate Marvel vs. Capcom 3.
- Wonder Man è un personaggio giocabile in Marvel Super Hero Squad Online.
- Il personaggio è sbloccabile in Marvel: Avengers Alliance.
- Nel MMORPG Marvel Heroes, Wonder Man è un personaggio giocabile.
- Wonder Man è un personaggio giocabile in LEGO Marvel's Avengers.